# Azambuja
Azambuja – miejscowość w Portugalii, leżąca w dystrykcie Lizbona, w regionie Alentejo, w podregionie Lezíria do Tejo. Miejscowość jest siedzibą gminy o tej samej nazwie.
W miejscowości jest stacja kolejowa Azambuja.

## Demografia
| Liczba ludności gminy Azambuja (1801–2011) | Liczba ludności gminy Azambuja (1801–2011) | Liczba ludności gminy Azambuja (1801–2011) | Liczba ludności gminy Azambuja (1801–2011) | Liczba ludności gminy Azambuja (1801–2011) | Liczba ludności gminy Azambuja (1801–2011) | Liczba ludności gminy Azambuja (1801–2011) | Liczba ludności gminy Azambuja (1801–2011) | Liczba ludności gminy Azambuja (1801–2011) | Liczba ludności gminy Azambuja (1801–2011) |
| ------------------------------------------ | ------------------------------------------ | ------------------------------------------ | ------------------------------------------ | ------------------------------------------ | ------------------------------------------ | ------------------------------------------ | ------------------------------------------ | ------------------------------------------ | ------------------------------------------ |
| 1801                                       | 1849                                       | 1900                                       | 1930                                       | 1960                                       | 1981                                       | 1991                                       | 2001                                       | 2004                                       | 2011                                       |
| 3402                                       | 3514                                       | 11 446                                     | 14 035                                     | 18 218                                     | 19 768                                     | 19 568                                     | 20 837                                     | 21 508                                     | 21 814                                     |

## Sołectwa
Sołectwa gminy Azambuja (ludność wg stanu na 2011 r.)
- Alcoentre – 3448 osób
- Aveiras de Baixo – 1317 osób
- Aveiras de Cima – 4762 osoby
- Azambuja – 8190 osób
- Maçussa – 388 osób
- Manique do Intendente – 1216 osób
- Vale do Paraíso – 880 osób
- Vila Nova da Rainha – 926 osób
- Vila Nova de São Pedro – 687 osób